# John Creighton
John Oliver Creighton (Orange, 28 april 1943) is een voormalig Amerikaans ruimtevaarder. Creighton zijn eerste ruimtevlucht was STS-51-G met de spaceshuttle Discovery en vond plaats op 17 juni 1985. Tijdens de missie werden er drie communicatiesatellieten in een baan rond de aarde gebracht.
In totaal heeft Creighton drie ruimtevluchten op zijn naam staan. In 1992 verliet hij NASA en ging hij als astronaut met pensioen. Daarna werkte hij als testpiloot tot 2007 bij Boeing.